# Ulica gen. Jana Henryka Dąbrowskiego we Wrocławiu

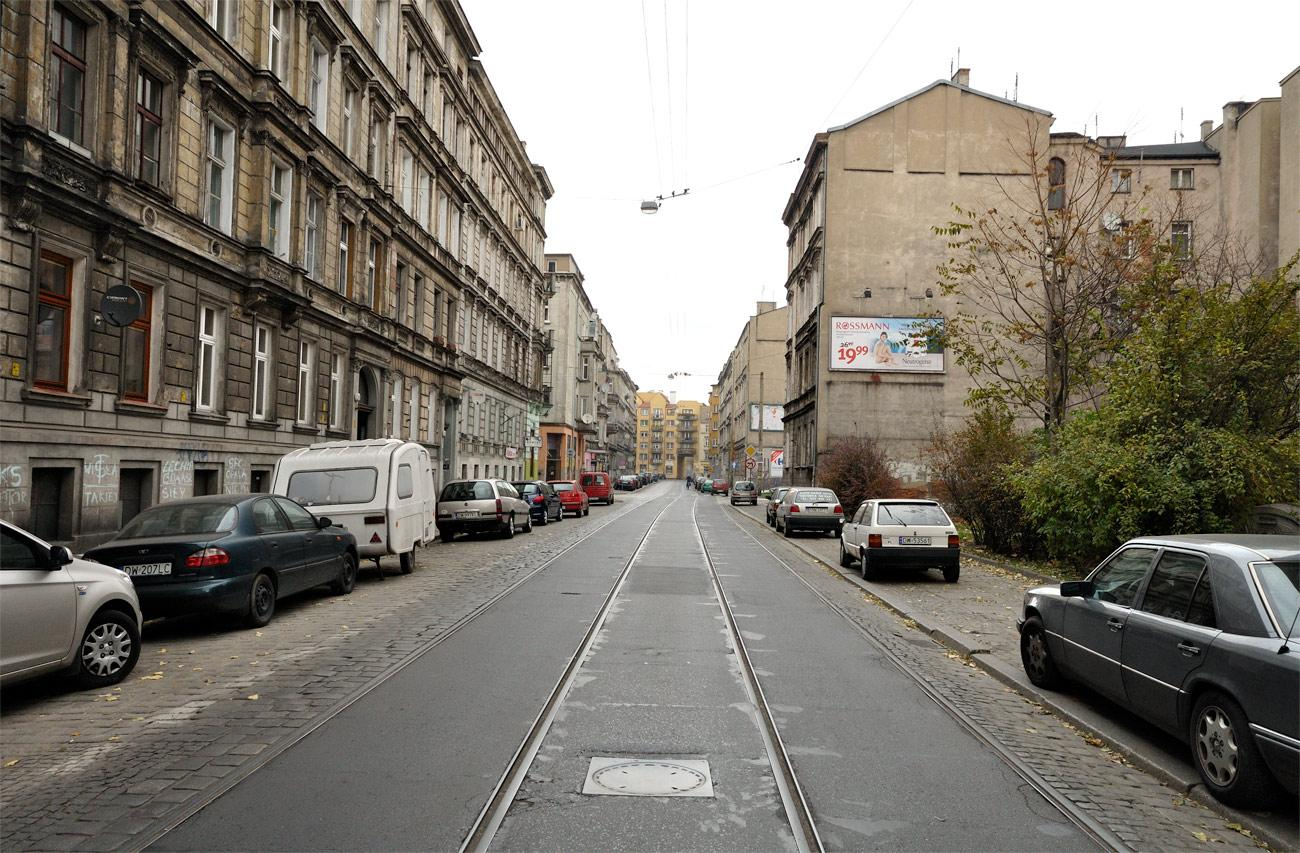
Od nr 23 i 26 w kierunku północnym

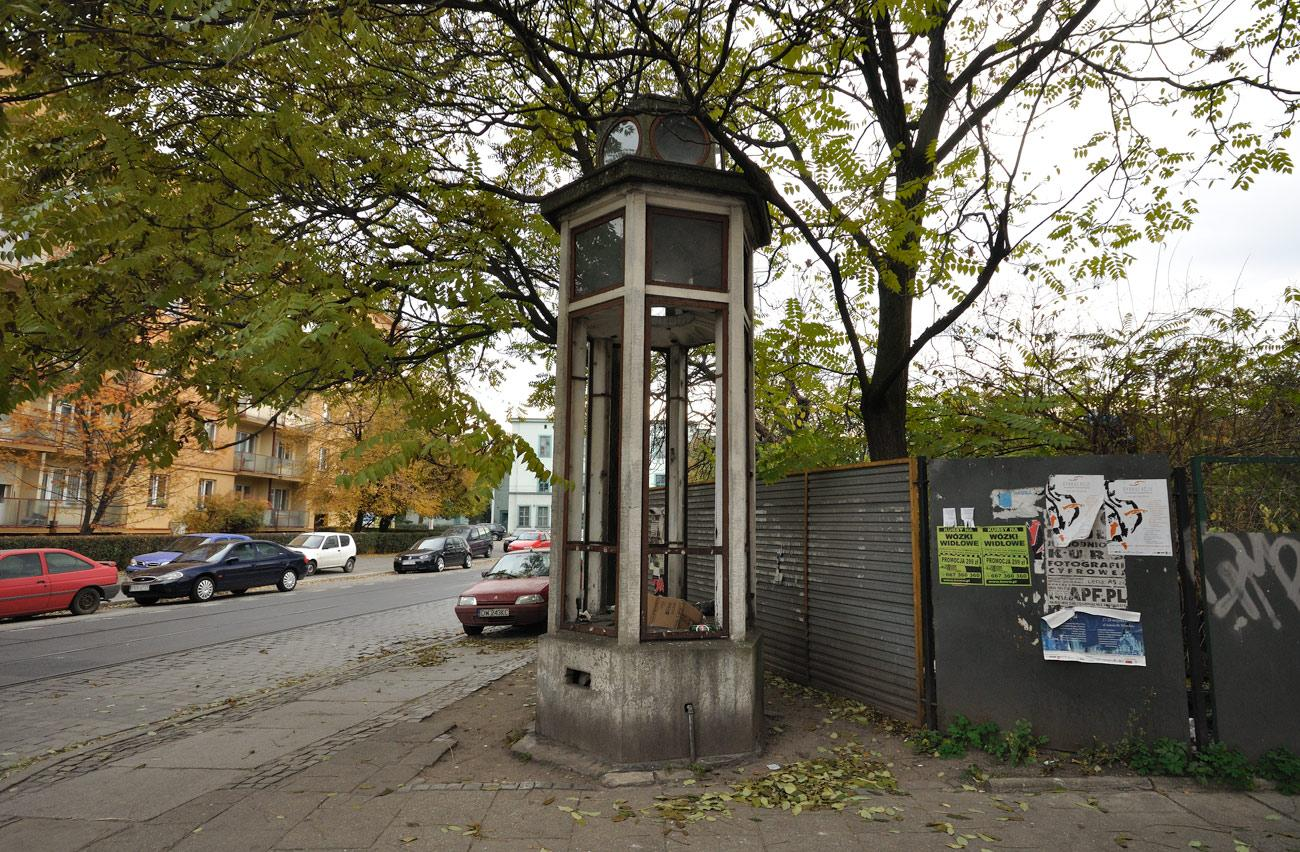
Normaluhr przed przeniesieniem i renowacją

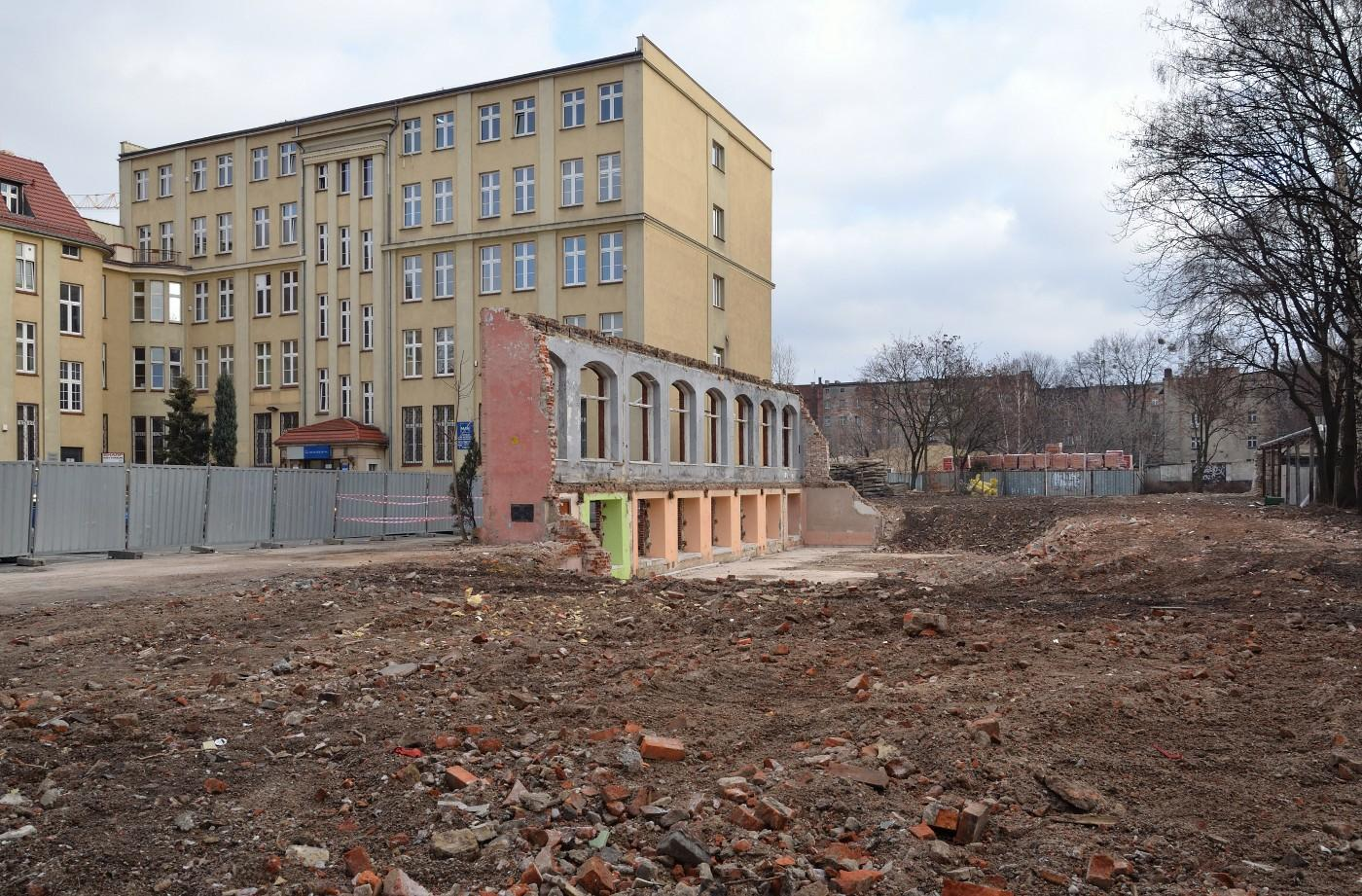
Ul. Dąbrowskiego 44 przed budową Delta Office

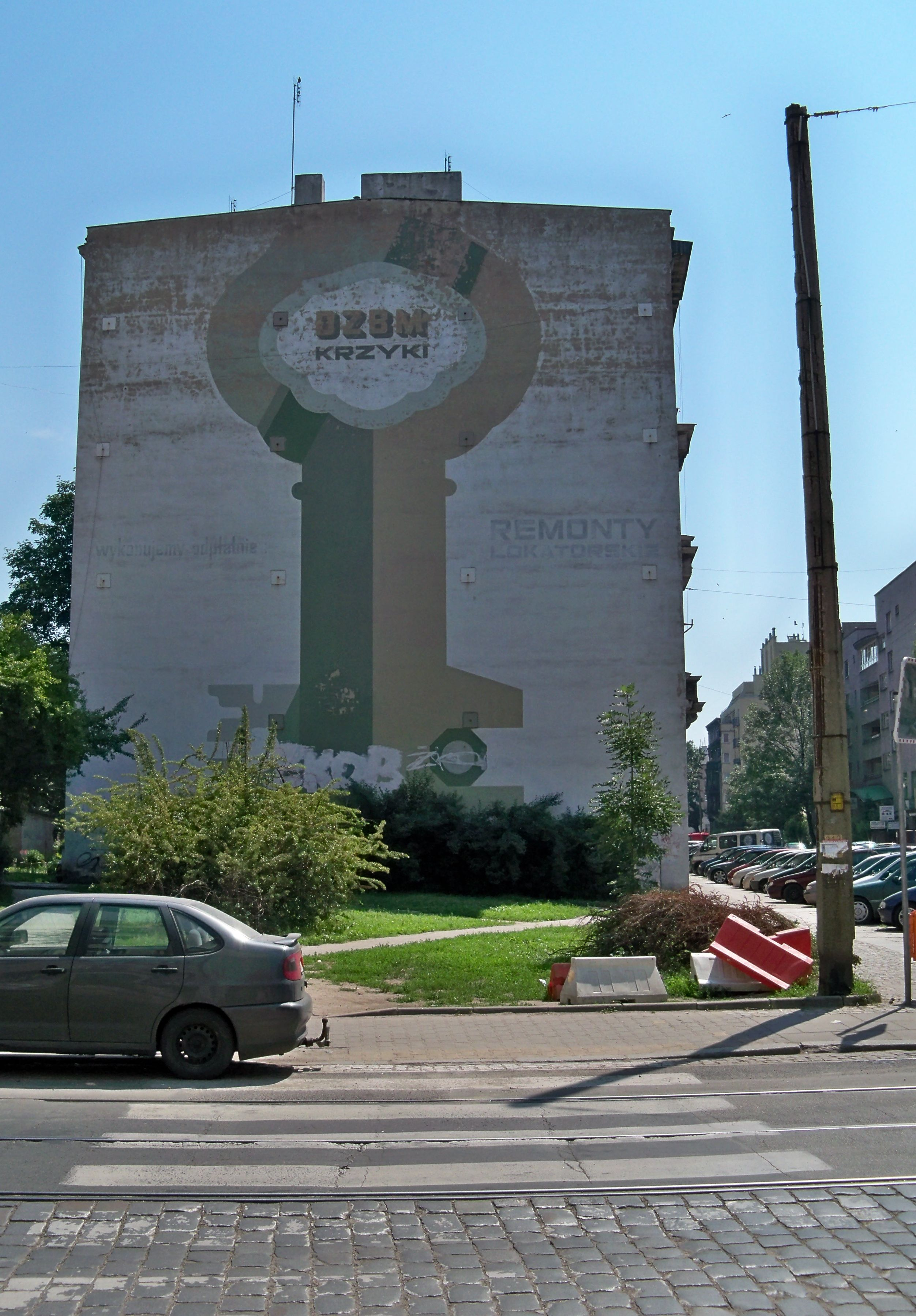
Teren przed budową Kniaziewicza 16

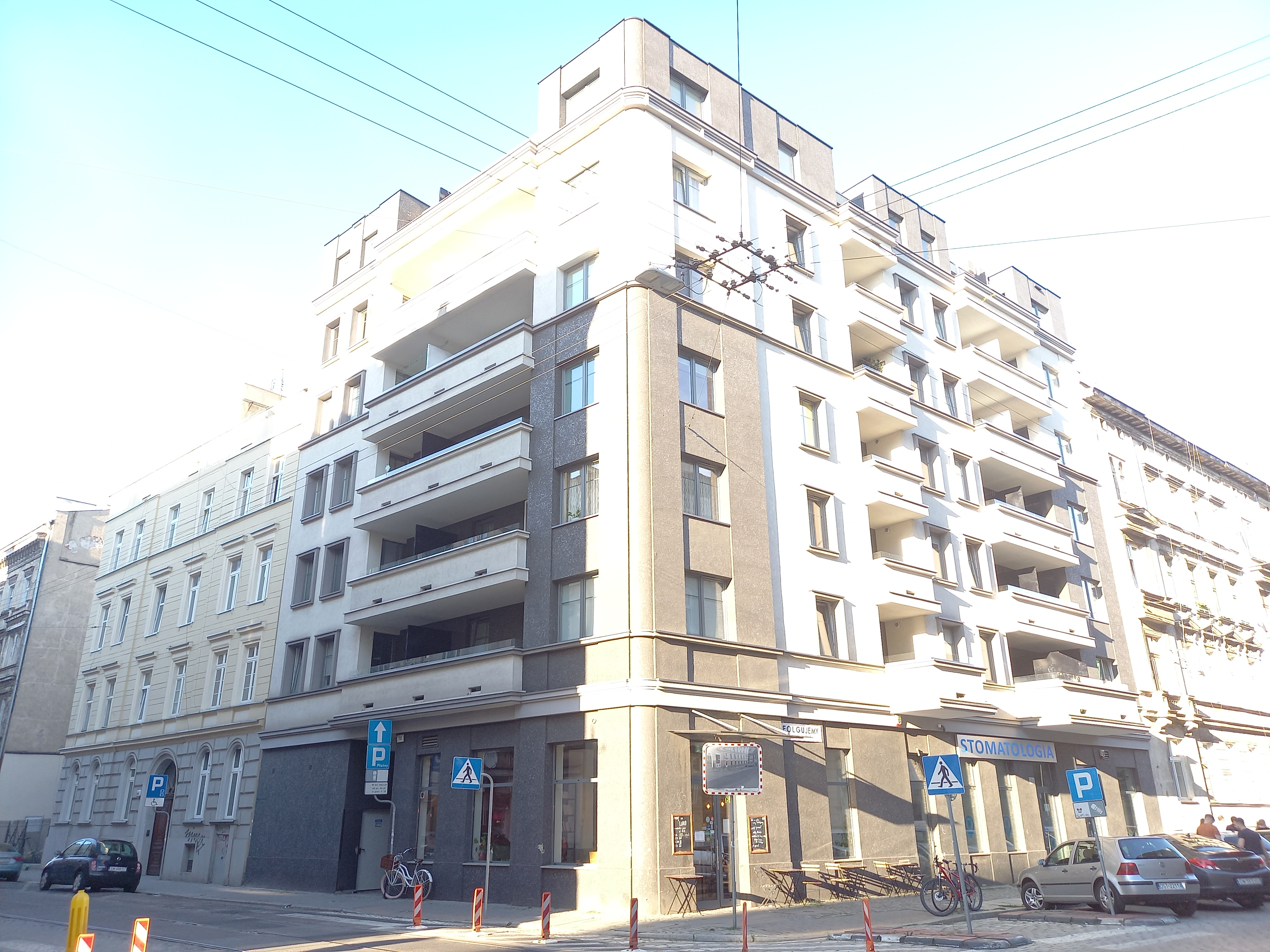
Budynek na powyższym terenie

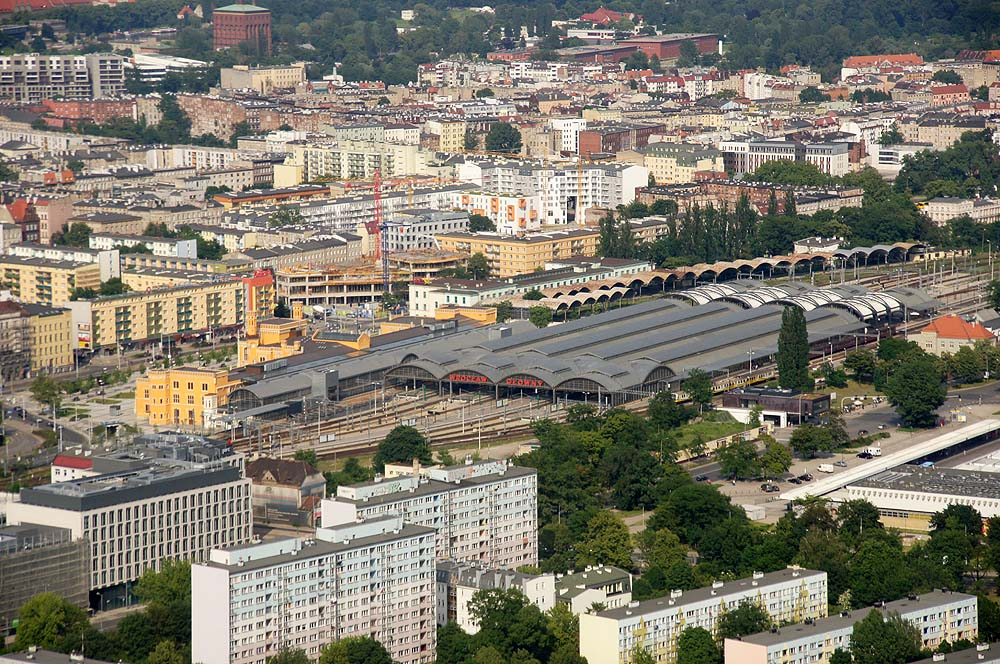
Za dworcem budowa Silver Tower Center i ul. Dąbrowskiego

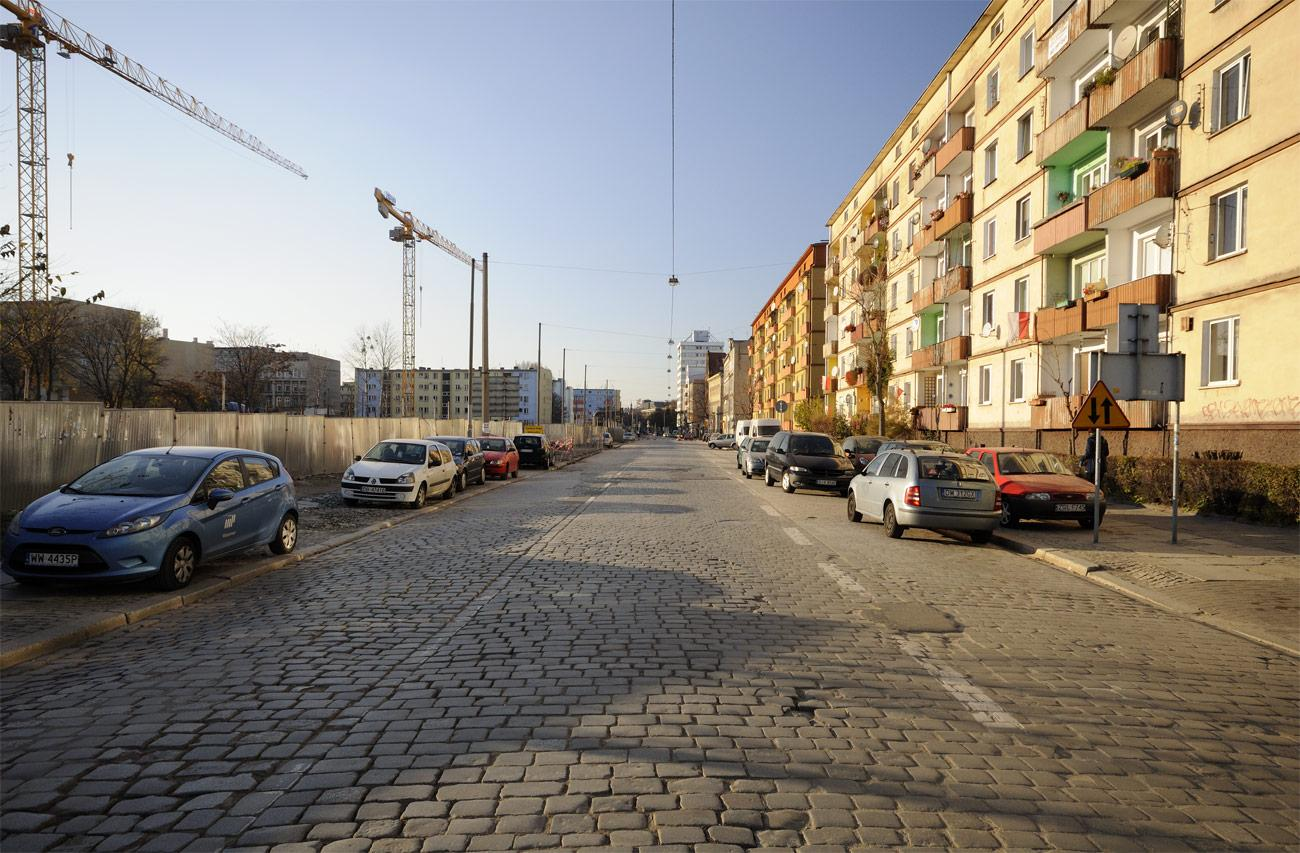
Ul. Kościuszki, po lewej budowa Kościuszki 95-117

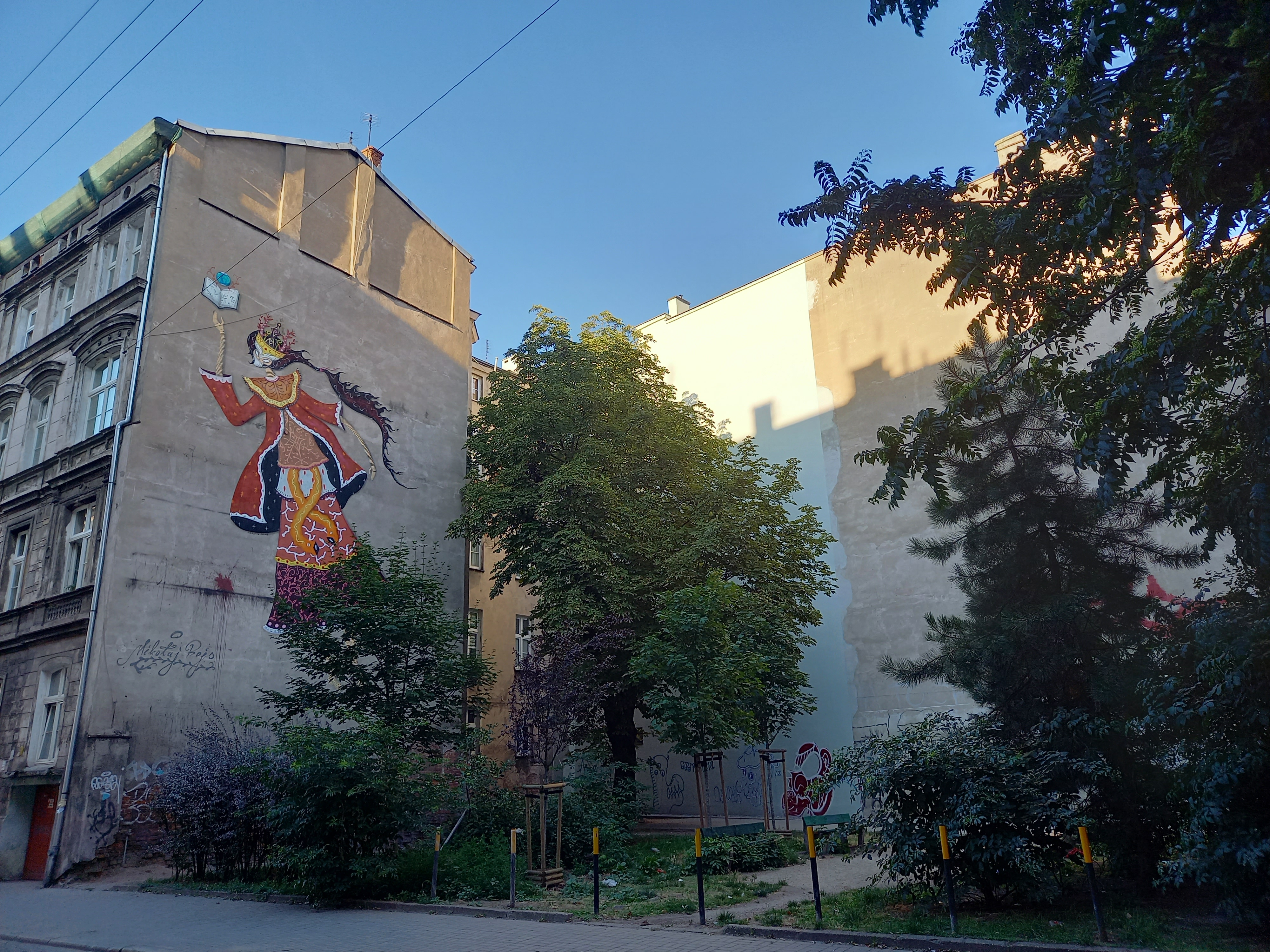
Wolny teren w pierzei wschodniej

Ulica gen. Jana Henryka Dąbrowskiego – ulica położona we Wrocławiu, łącząca ulicę Komuny Paryskiej z ulicą Stanisława Małachowskiego, przebiegająca przez osiedle Przedmieście Oławskie, a wcześniej przez dawną dzielnicę Krzyki. Ulica należy do kategorii dróg gminnych i ma 487 m długości. Przebiega przez obszar zabudowy śródmiejskiej. Odcinek ulicy rozpoczynający się przy ulicy Komuny Paryskiej, a kończący się przy ulicy gen. Karola Kniaziewicza charakteryzuje pierzejowa zabudowa znajdująca się po obu stronach ulicy. Dla pozostałego odcinka zachowane są lub uzupełnione znaczne fragmenty dawnej oraz współczesnej zabudowy pierzejowej, częściowo zaś znajduje się zabudowa wolnostojąca lub zabudowa powiązana z pierzejami skrzyżowanych ulic kilkuklatkowych budynków powojennych. Przy końcu ulicy położony jest po zachodniej stronie budynek Silver Tower Center. Teren, przez który przebiega ulica, leży na Przedmieściu Oławskim wpisanym jako obszar do rejestru zabytków. Przy ulicy znajdują się między innymi budynki wpisane do gminnej ewidencji zabytków, w tym wpisana także do rejestru zabytków Kaplica Wolnego Związku Religijnego – Sala Zgromadzeń Katolickiej Wspólnoty w Chrystusie, obecnie Zbór kościoła Adwentystów Dnia Siódmego.

## Historia

### Okres do II wojny światowej
Północny odcinek ulicy położony jest przy nieistniejących, rozebranych bastionach twierdzy pruskiej. Po ich rozebraniu w 1807 r., obszar przedmieścia został w 1808 r. włączony do miasta, a przez teren ten została wydeptana droga (początkowo od dzisiejszej ulicy Komuny Paryskiej do ulicy Tadeusza Kościuszki), na śladzie której powstała później ulica – dzisiejsza ulica gen. Jana Henryka Dąbrowskiego. Droga ta biegła pomiędzy ogrodami Wernitzego – rajcy miejskiego i oberżysty. Od jego nazwiska stosowano dość powszechnie wobec niej nazwę – ulicy Wernitzego. W 1847 r. ulica została poszerzona przystosowując drogę do ruchu kołowego i nadając jej oficjalną nazwę – ulicy Zielonej, gdyż prowadziła pośród terenów zielonych (ogrodów i łąk).
W 1856 r. (1852 r.) został wytyczony obecny plac Konstytucji 3 Maja, w ramach pierwszego planu regulacji przedmieść, jako rezerwa pod cele handlowe. Według pierwotnych planów miał sięgać ulicy Tadeusza Kościuszki zajmując cała zachodnią pierzeję przyszłego, nowego odcinka ulicy gen. Jana Henryka Dąbrowskiego. Ostatecznie jednak powstał trójkątny plac. Ulicę przedłużono do obecnej postaci w 1866 r. Po zawarciu porozumienia władz miejskich z gminą żydowską w sprawie przejęcia części cmentarza (położonego na zachód o ulicy gen. Jana Henryka Dąbrowskiego) przedłużono równoległą ulicę Dworcową w 1908 r., rozdzielając cmentarz na dwie części  (1909 r.). W 1937 r. zlikwidowano całkowicie odcięty przez ulicę wschodni fragment cmentarza dokonując ekshumacji w około 150 grobach . Fragment ten stał się częścią placu Konstytucji 3 Maja (Fränkelplatz), który przybrał formę prostokąta.
Sam plac zgodnie z projektem z 1882 r. początkowo otrzymał formę trójkątnego skweru, a po rozszerzeniu o teren cmentarza, formę prostokątnego zieleńca od północy i wschodu wzdłuż ulicy gen. Jana Henryka Dąbrowskiego otoczonego kamienicami, z fontanną zbudowaną w 1913 r. oraz ze zbiornikiem przeciwpożarowym.
Ulicą na całej długości przebiegało torowisko tramwajowe.

### II wojna światowa
W wyniku działań wojennych prowadzonych podczas oblężenia Wrocławia w 1945 r. zniszczeniu uległa znaczna część zabudowy ulicy gen. Jana Henryka Dąbrowskiego, szczególnie jej południowego odcinka między ulicą Tadeusza Kościuszki a ulicą Stanisława Małachowskiego oraz powiązanych z nią ulic. Na części wolnych terenów po zniszczonych budynkach zbudowano w okresie powojennym budynki mieszkalne. W części północnej ulicy pozostały ówcześnie dwie niezabudowane przestrzenie w jej pierzejach.

### Okres 1945–1990
Po II wojnie światowej (już w 1945 r.) na wolnym terenie w kwartale ulic: Dworcowej, Stanisława Małachowskiego, gen. Jana Henryka Dąbrowskiego oraz drogi przypisanej do placu Konstytucji 3 Maja urządzono dworzec autobusowy – Centralny Dworzec PKS, z wjazdem dla autobusów na plac manewrowy i perony pasażerskie z ulicy Dworcowej a pawilonem dworcowym przy ulicy gen. Henryka Dąbrowskiego. Zlikwidowano wówczas ostatecznie plac, który przed tą likwidacją miał formę zazielenionego skweru ze zbiornikiem przeciwpożarowym pośrodku i fontanną. W 1994 r. otwarto nowy dworzec autobusowy, stanowiący ówcześnie także ważny węzeł komunikacji miejskiej, po południowej stronie dworca kolejowego Wrocław Główny w kwartale ulic: Borowska, Sucha, Joannitów, Dyrekcyjna, a dotychczasowy, wyżej opisany dworzec zlikwidowano.
Przy ulicy, w jej pierzei wschodniej, znajduje się zachowana Kaplica Wolnego Związku Religijnego – Sala Zgromadzeń Katolickiej Wspólnoty w Chrystusie, przez pewien okres służąca także jako cerkiew prawosławna, a obecnie Zbór Kościoła Adwentystów Dnia Siódmego we Wrocławiu, który otrzymał obiekt w dniu 6.08.1964 r.

### Po 1990
W kwietniu 2012 r. rozpoczęto przy ulicy gen. Jana Henryka Dąbrowskiego 44 budowę budynku biurowego z częścią handlowo-usługową o nazwie Delta Office. Budowę zakończono w lipcu 2013 r. Budynek powstał zgodnie z projektem wykonanym w pracowni ASPA Pracownia Architektoniczna, a inwestorem była firma Vantage Development.
Z kolei w sierpniu 2013 r. zakończono budowę po wschodniej stronie ulicy kompleksu budynków Kościuszki 95-117. Dla tej inwestycji deweloperem było Przedsiębiorstwo Budownictwa Ogólnego Dach Bud z siedzibą we Wrocławiu.
W okresie od maja 2012 r. do października 2014 r. w kwartale ulic: Dworcowej, Stanisława Małachowskiego, gen. Jana Henryka Dąbrowskiego oraz drogi przypisanej do placu Konstytucji 3 Maja, na terenie dawnego Dworca Centralnego PKS, zrealizowano inwestycję polegającą na budowie budynku biurowego Silver Tower Center. Przed budynkiem przy skrzyżowaniu Dworcowej i Stanisława Małachowskiego urządzono przy tym otwarty plac z obszarowymi formami zieleni wypoczynkowej oraz przeniesionym tu, odrestaurowanym słupem ogłoszeniowym z zegarem – Normaluhr (który pierwotnie stał przy skrzyżowaniu ulicy gen. Jana Henryka Dąbrowskiego i placu Konstytucji 3 Maja). Nowo utworzony plac w żaden sposób nie nawiązuje do kompozycji historycznej.
Na narożniku ulic: gen. Jana Henryka Dąbrowskiego i gen. Karola Kniaziewicza w okresie od listopada 2013 r. do stycznia 2015 r. zbudowano budynek Kniaziewicza 16. Jego koncepcję architektoniczną opracowała pracownia Pro Art Konopka z siedzibą we Wrocławiu dla inwestora, którym była firma i2 Development.
Po zachodniej stronie ulicy gen. Jana Henryka Dąbrowskiego, wzdłuż ulicy Tadeusza Kościuszki, od lipca 2013 r. do maja 2015 r. zrealizowano budowę w ramach inwestycji Osiedle Centrum, przy czym budynek przylegający wschodnią ścianą szczytową do ulicy gen. Jana Henryka Dąbrowskiego posiada adres ulica Tadeusza Kościuszki 89. Inwestorem była spółka Deweloper Inter-Es.
Natomiast w okresie od lipca 2015 r. do sierpnia 2016 r. realizowano budowę budynku Dąbrowskiego 40. Była to inwestycja prowadzona w ramach programu Fundusz Mieszkań na Wynajem. Inwestorem była firma Vantage Development z Wrocławia, a projekt obiektu powstał w pracowni Q2Studio Pracownia Projektowa. Generalnym wykonawcą była firma Erbud.

### Numeracja adresowa
Początkowo numeracja adresowa przy ulicy była odmienna niż obecnie i nie uwzględniała podziału na numery parzyste i nieparzyste. Numery adresowe biegły od ulicy Tadeusza Kościuszki po stronie wschodniej rosnąco do ulicy Komuny Paryskiej (numer zarówno nieparzyste, jak i parzyste), przy której ostatni numer miał wartość 10, a następnie od numeru 11 rosnąco po stronie zachodnie w kierunku placu Konstytucji 3 Maja do numeru 26, by ponownie po stronie wschodniej od placu Konstytucji 3 Maja do ulicy Tadeusza Kościuszki biec od numeru 27 do numeru 30. Natomiast posesje po stronie wschodniej od ulicy Stanisława Małachowskiego do placu Konstytucji 3 Maja miały numery przypisane do samego placu (od 1 do 4).
Następnie numerację tę zmieniono i numery biegły z podziałem na numery parzyste i nieparzyste podobnie jak dzisiaj. Po stronie zachodniej były to numery nieparzyste od 1 (przy skrzyżowaniu z ulicą Komuny Paryskiej) do 39 (przy placu Konstytucji 3 Maja), a po stronie wschodniej były to numery parzyste od 2 (przy skrzyżowaniu z ulicą Komuny Paryskiej) do 46 (przy placu Konstytucji 3 Maja). Numery adresowe przy samym placu w stosunku do wcześniejszych nie zostały zmienione. Tu po II wojnie światowej nastąpiły zmiany. Nowo powstała zabudowa powojenna po wschodniej stronie ulicy otrzymała numery przypisane do ulicy gen. Jana Henryka Dąbrowskiego od numery 46 do numeru 50, budynek narożny z placem (który miał adres przypisany do ulicy z numerem 39) otrzymał natomiast adres plac Konstytucji 3 Maja 4 (ten numer przypisany do placu wcześniej przypisany był do budynku położonego po wschodniej stronie ulicy). Nowo wybudowany w XXI wieku na placu budynek Silver Tower Center otrzymał natomiast adres plac Konstytucji 3 Maja 3 (który to numer również przypisany był przed II wojną światową do placu dla budynku położonego po wschodniej stronie ulicy).

## Nazwy
W swojej historii ulica nosiła następujące nazwy:
- ulica Wernitzego, nazwa nieoficjalna, potoczna, przed wytyczeniem docelowym ulicy[1]
- Grünstrasse, od 1847 r. do 8.08.1933 r.[1][5][32]
- Herbert-Stanetzki-Strasse, od 8.08.1933 r. do 1945 r.[5][32]
- Zielona / Herberta Staneckiego, od 1945 r. do 1946 r.[32]
- gen. Jana Henryka Dąbrowskiego[b], od 1945 / 1946 r.[5][33][17]

Pierwsza, niemiecka nazwa ulicy – Grünstrasse – w tłumaczeniu z języka niemieckiego na język polski oznaczała ulicę Zieloną. Taką nazwę odnosi się do ówczesnego (jeszcze w połowie XIX wieku) zagospodarowania przyległych terenów, które były terenami zieleni (ogrodami i łąkami). Kolejna niemiecka nazwa ulicy – Herbert-Stanetzki-Strasse – upamiętniała Herberta Stanetzkiego (urodzonego 8.08.1907 r. we Wrocławiu, zmarłego 10.07.1932 r. w Oławie), bojówkarza z SA zabitego przez członków formacji militarnej KPD. Współczesna nazwa ulicy została nadana przez Zarząd Wrocławia uchwałą z 15.11.1945 r. Upamiętnia ona generała Jana Henryka Dąbrowskiego, urodzonego 2.08.1755 r. w Pierzchowie, zmarłego 6.06.1818 r. w Winnej Górze. Jan Henryk Dąbrowski był polskim generałem, uczestnikiem insurekcji kościuszkowskiej w 1794 r., twórcą Legionów Polskich we Włoszech, inicjatorem powstania wielkopolskiego w 1806 roku, naczelnym dowódcą wojsk polskich w 1813 r., senatorem, wojewodą w Królestwa Polskiego z 1815 r., generałem jazdy armii Królestwa Polskiego w 1815 r.  
Można także wspomnieć, iż imię generała Jana Henryka Dąbrowskiego nosiła do 23.01.1956 r. dzisiejsza ulica Kryniczna położona na Ołtaszynie, który przed i zaraz po wojnie leżał poza Wrocławiem. Po jego włączeniu do miasta nazwa została zmieniona.

## Układ drogowy
Ulica łączy się z następującymi drogami publicznymi, kołowymi oraz innymi drogami (przy czym przebieg podano zgodnie z kierunkiem jazdy):
| powiązanie                           | kierunki       | droga | foto | opis                 |
| ------------------------------------ | -------------- | --- | ---- | -------------------- |
| skrzyżowanie                         | początek jazdy | ulica Stanisława Małachowskiego torowisko tramwajowe śródmiejska, zbiorcza o szerokości w liniach rozgraniczających 26-27 m                     |      |                      |
| skrzyżowanie                         | ←              | plac Konstytucji 3 Maja strefa ograniczonej prędkości do 30 km/h dojazdowa o szerokości w liniach rozgraniczających 15 m                        |      | w prawo              |
| skrzyżowanie (sygnalizacja świetlna) | ← →            | ulica Tadeusza Kościuszki śródmiejska, zbiorcza                                                                                                 |      | od lewej i na wprost |
| skrzyżowanie                         | ← →            | ulica gen. Karola Kniaziewicza strefa ograniczonej prędkości do 30 km/h dojazdowa                                                               |      | w prawo i w lewo     |
| skrzyżowanie                         | ← →            | ulica Komuny Paryskiej strefa ograniczonej prędkości do 30 km/h (tylko w lewo) lokalna o szerokości w liniach rozgraniczających od 13 m do 37 m |      | w prawo              |

## Droga

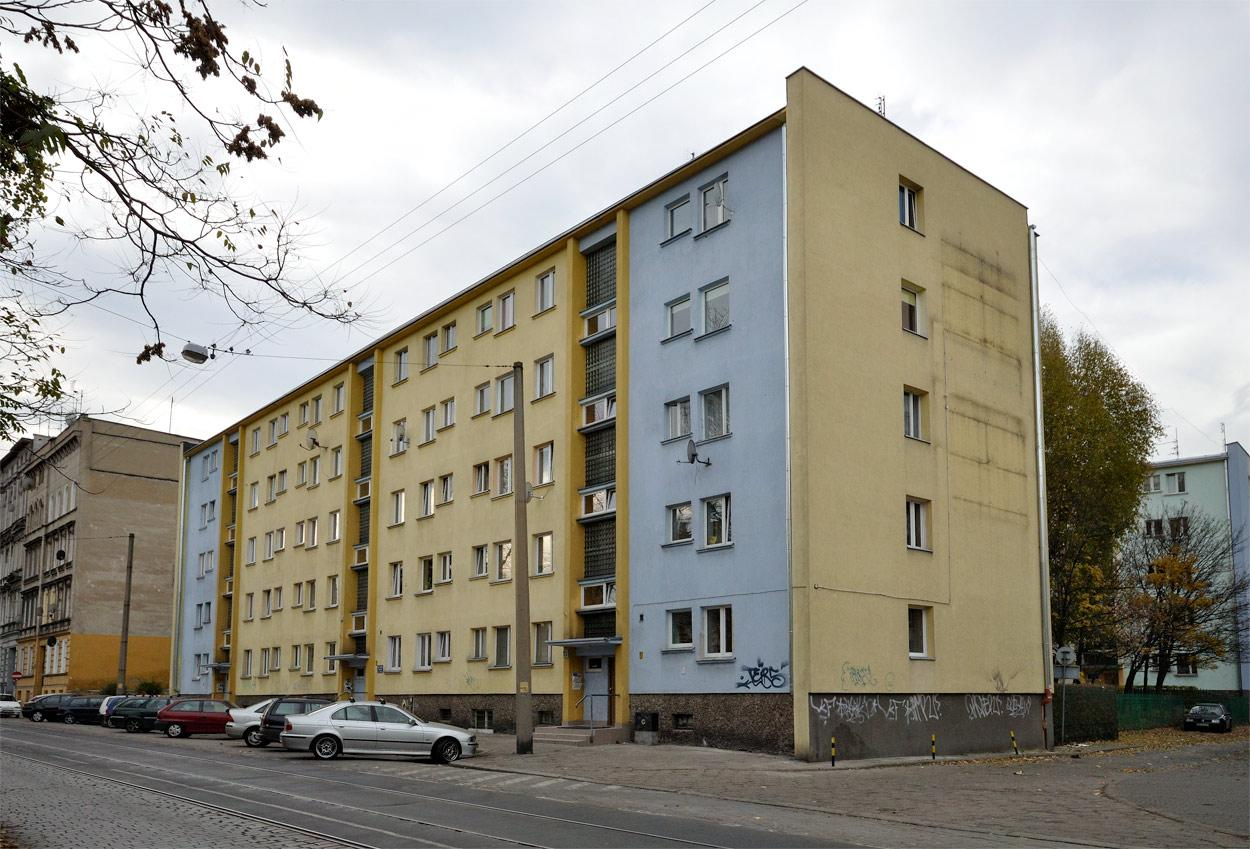
Ul. Dąbrowskiego 27-31

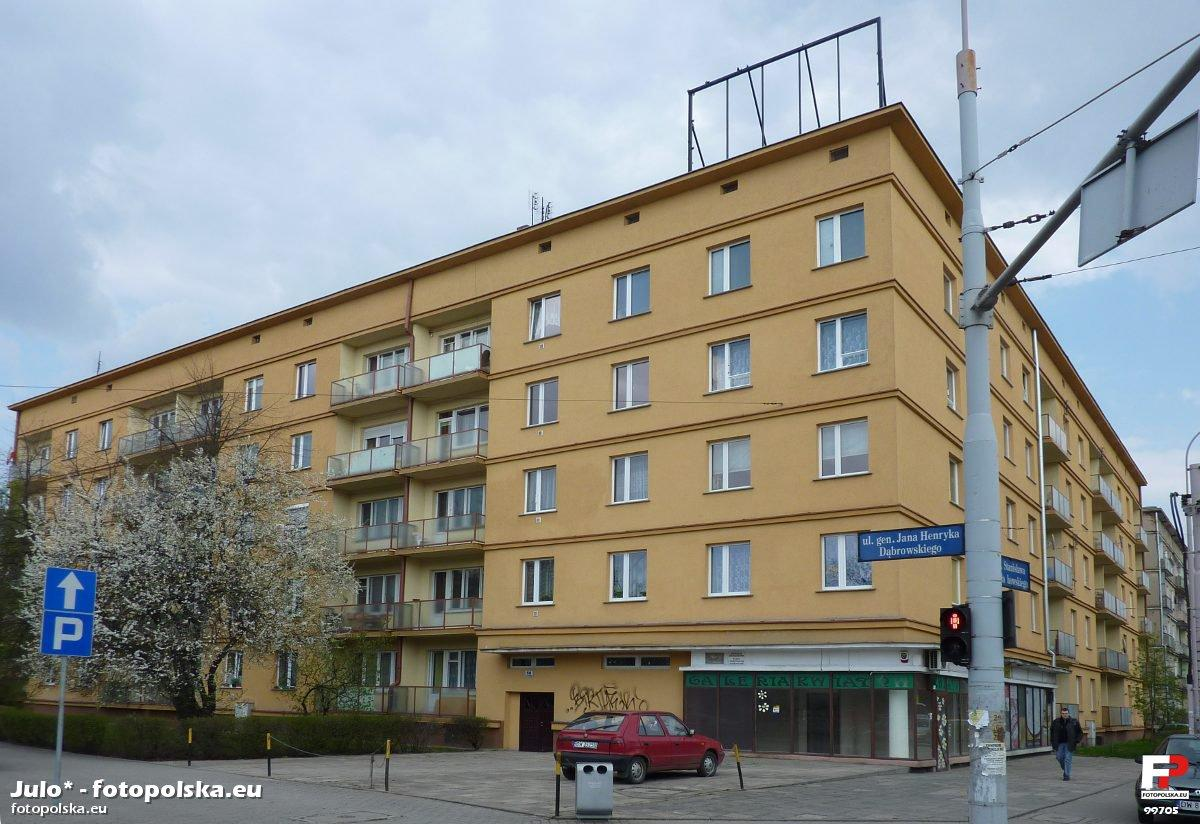
Ul. Dąbrowskiego 46-50

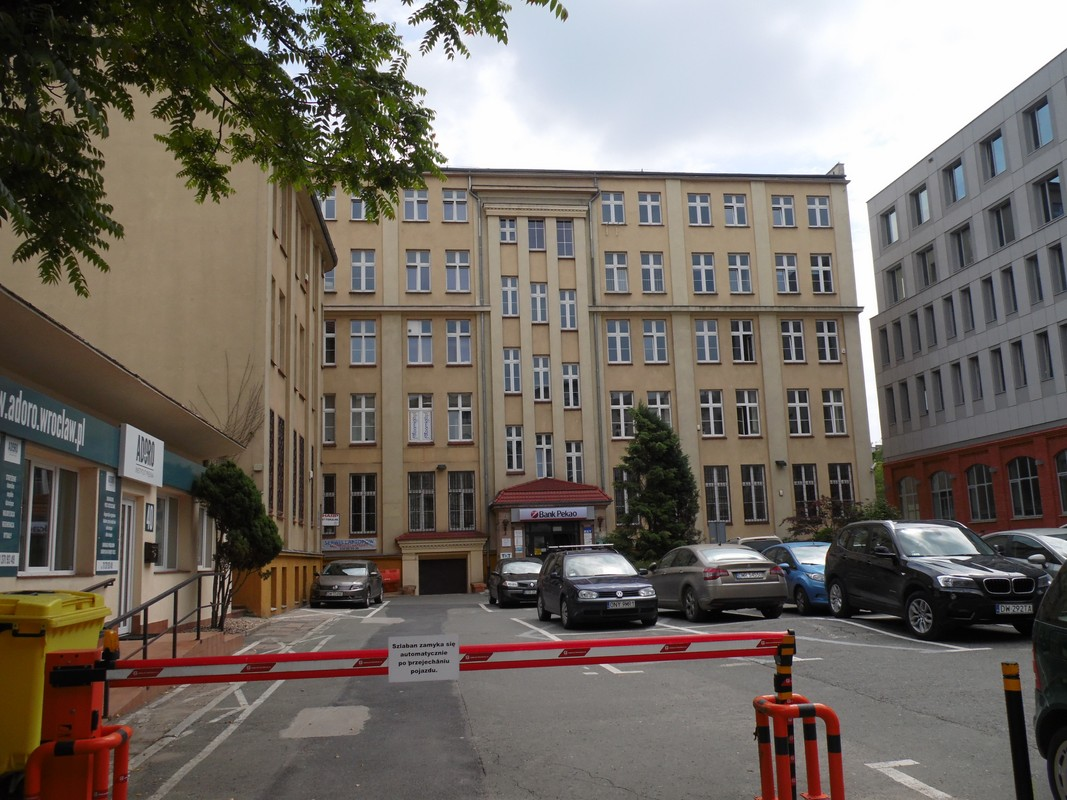
Ul. Dąbrowskiego 42

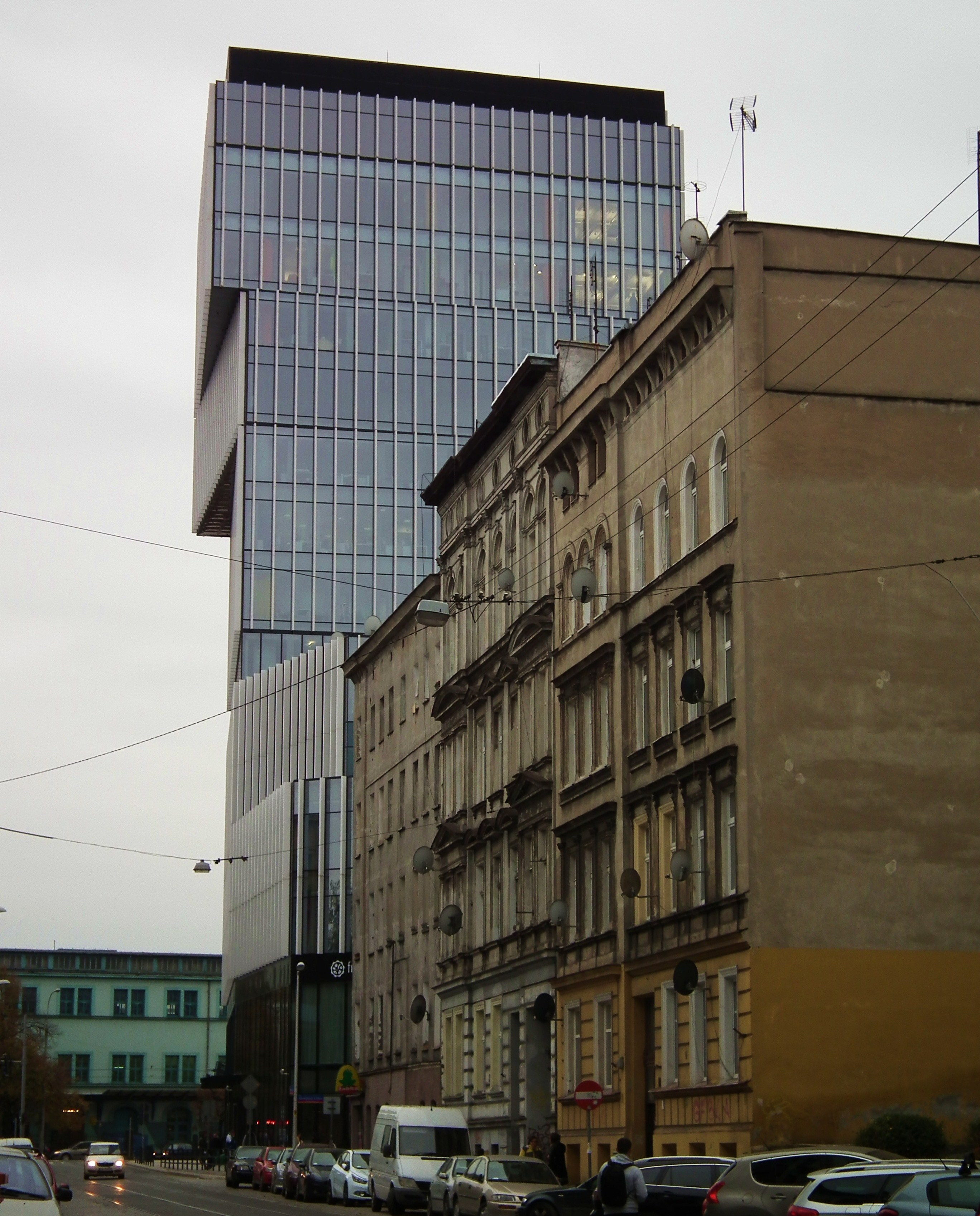
Ul. Dąbrowskiego 35-37, w tle Silver Tower Center

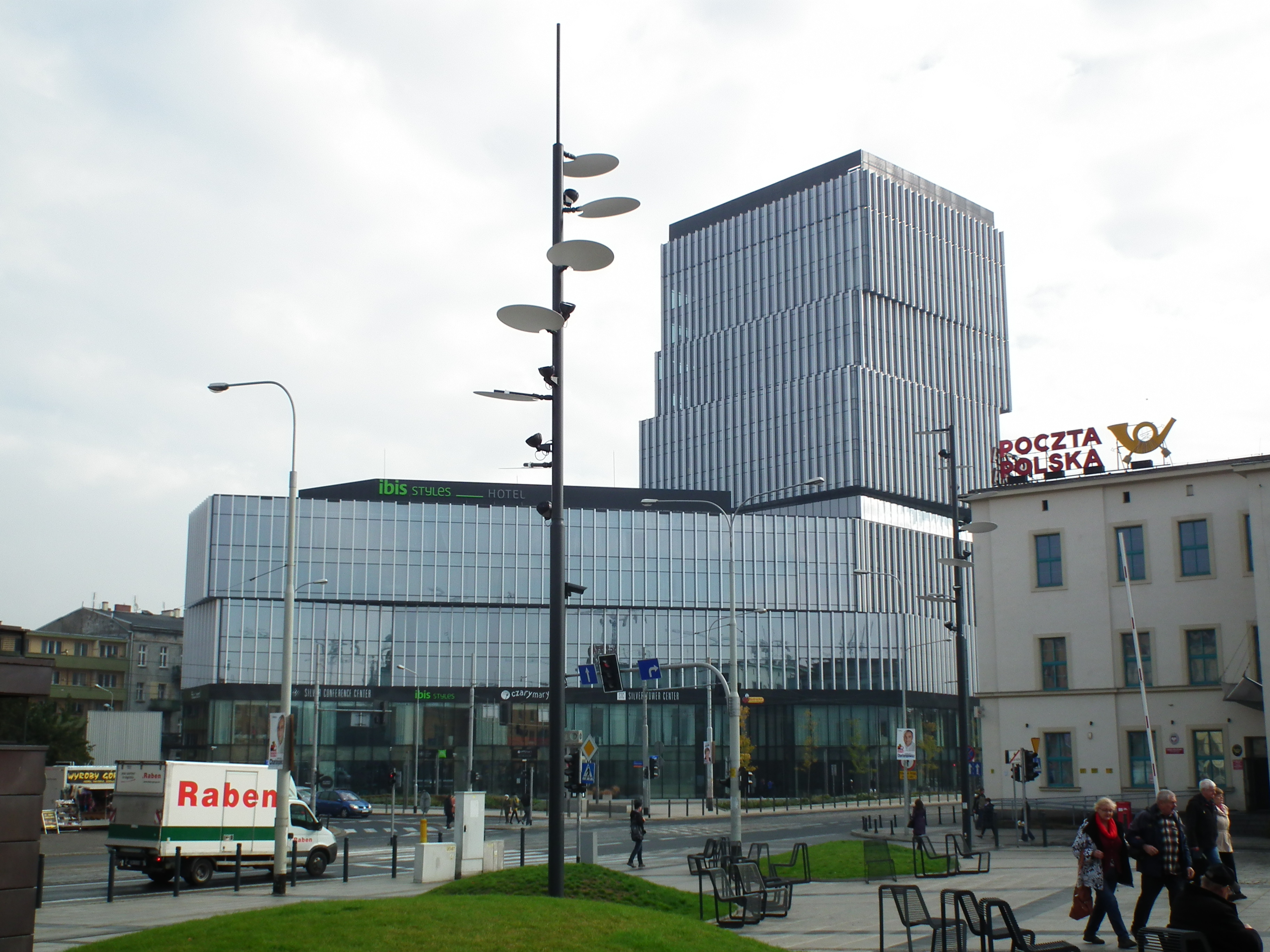
Silver Tower Center, po prawej budynek poczty

Ulica gen. Jana Henryka Dąbrowskiego przebiega przez osiedle Przedmieście Oławskie w dawnej dzielnicy Krzyki. Łączy ulicę Komuny Paryskiej z ulicą Stanisława Małachowskiego. Jest drogą publiczną, której przypisano kategorię drogową jako gminną (numer drogi: 105824D, numer ewidencyjny drogi: G1058240264011). Jest ulicą lokalną w części północnej i śródmiejską w części południowej (na południe od ulicy Tadeusza Kościuszki). Ma 487 m długości oraz szerokość w liniach rozgraniczających wynoszącą 11 m i od 15 m do 17 m w północnej części oraz 20 m w części południowej (na południe od ulicy Tadeusza Kościuszki). Powierzchnia terenu zajęta pod ulicę wynosi łącznie 8346 m² (8343 m²). Położona jest na terenie o wysokości bezwzględnej od około 117,6 do 119,5 m n.p.m.. Pojedyncza jezdnia ulicy posiada nawierzchnię brukowaną z kamiennej kostki granitowej, z wyłączeniem kilku odcinków, głównie przy skrzyżowaniach i przejściach dla pieszych, na których wykonano nawierzchnię z masy bitumicznej, przy czym na odcinkach z zachowaną nawierzchnią brukowaną w jezdni istnieją pozostałości nieużywanego podwójnego torowiska tramwajowego wbudowanego w pasy ruchu, z ułożoną między samymi torami nawierzchnię z masy bitumicznej. Jest ulicą jednokierunkową, z możliwością jazdy pojazdami z południa od ulicy Stanisława Małachowskiego, w kierunku północnym do ulicy Komuny Paryskiej. Przy ulicy urządzono obustronne chodniki oraz w wybranych miejscach stanowiska postojowe. Wzdłuż całej długości ulicy kursują autobusy na wyznaczonych tu liniach w ramach wrocławskiej komunikacji miejskiej. Nie ma jednak przy ulicy gen. Jana Henryka Dąbrowskiego żadnych przystanków. Takie przystanki dla miejskiej komunikacji autobusowej znajdują się na przecznicach i równolegle przebiegających ulicach sąsiednich .

## Układ urbanistyczny
Ulica gen. Jana Henryka Dąbrowskiego przebiega przez obszar zabudowy śródmiejskiej, w strefie centralnej, gęsto wypełniony tkanką miejską, charakteryzującej się przemieszaniem zabudowy o podstawowej funkcji mieszkaniowej z zabudową także o innym przeznaczeniu, przede wszystkim zabudową mieszkalno-usługową.
Obszar zabudowy przez który przebiega ulica gen. Jana Henryka Dąbrowskiego uznawany jest za teren o zdefiniowanym układzie kompozycyjnym, z liniowymi i kwartałowymi elementami go tworzącymi. W układzie urbanistycznym dominuje ukształtowanie bloków urbanistycznych w postaci kwartałów zabudowy, w ramach których umiejscowiono funkcje reprezentacyjne na zewnątrz kwartału, a funkcje użytkowe do wewnątrz. Dominuje tu pierzejowa, zwarta zabudowa wzdłuż ulic, ale z występującymi zaburzeniami w postaci luk w zabudowie, czy budynków mieszkalnych z okresu PRL. Wskazuje się ponadto na gęstą sieć uliczną i linii transportu publicznego. Ulica przebiega przez obszar zabudowy średniowysokiej do 25 m, przy czym w ramach tej strefy wyznaczono tu śródmiejski obszar podwyższenia wysokości zabudowy. W tym układzie zabudowy budynek Silver Tower Center stanowi lokalną dominantę.

## Zabudowa i zagospodarowanie
Początkowy, północy odcinek ulicy (od ulicy Komuny Paryskiej do ulicy gen. Karola Kniaziewicza) przebiega pośród zabudowy pierzejowej, położonej po obu jej stronach, na którą składają się zachowane budynki przedwojenne oraz zabudowa plombowa. W wschodniej pierzei położona jest zabytkowa kaplica użytkowana przez Zbór kościoła Adwentystów Dnia Siódmego. Kaplica jest nieco cofnięta względem całej linii zabudowy, a przed nią znajduje się ogrodzony tzw. przedogródek. Na dalszym odcinku ulicy (do ulicy Tadeusza Kościuszki) obie pierzeje są kontynuowane, ale występują tu wyraźne zaburzenia układu w postaci przerw w zabudowie, po stronie zachodniej przy budynku dawnej szkoły, a po stronie wschodniej w miejscu zniszczonych podczas II wojny światowej budynków (pomiędzy budynkiem przy ulicy gen Karola Kniaziewicza 15a, a budynkiem przy ulicy gen. Jana Henryka Dąbrowskiego 26). Przy kolejnym odcinku ulicy (położonym na południe od ulicy Tadeusza Kościuszki), charakter zabudowy jest nieco inny, choć ślady dawnych pierzei są jeszcze zachowane po stronie zachodniej w postaci kamienic pod numerami 35 i 37 oraz placu Konstytucji 3 Maja 4. Natomiast po stronie wschodniej zachowana pozostała dawna zabudowa biurowa pod numerem 42, cofnięta względem pozostałej linii zabudowy z otwartym dziedzińcem od strony ulicy. Pozostała zabudowa to wolnostojące, kilkuaktowa budynki mieszkalne z lat 60. XX wieku lub współczesna zabudowa mieszkalno-usługowa.
W pierzei zachodniej na placu Konstytucji 3 Maja znajduje się budynek Silver Tower Center, o 14 kondygnacjach nadziemnych (część niższa o 6 kondygnacjach nadziemnych) i dwóch podziemnych, powierzchni całkowitej 30 500 m², powierzchni zabudowy 2600 m², kubaturze 119 724 m³, 184 miejscach parkingowych. W budynku znajduje się hotel sieci Ibis Styles o 133 pokojach hotelowych. Stanowi on lokalną dominantę.
Ponadto wśród współczesnych budynków tworzących pierzeje ulicy można wymienić:
Kniaziewicza 16siedem kondygnacji nadziemnych, mieszkania od 28 do 57 m²
Budynek Kościuszki 83-89sześć kondygnacji nadziemnych i jedna podziemna, mieszkań 60 i lokali usługowych 28
Kościuszki 95-117osiem kondygnacji nadziemnych i jedna podziemna, 316 mieszkań od jedno do czteropokojowych o powierzchniach od około 27 do 77 m² oraz funkcje handlowo-usługowe o łącznej powierzchni około 3000 m²
Dąbrowskiego 40pięć kondygnacji nadziemnych i jedna podziemna, funkcja handlowo-usługowa, powierzchnia zabudowy 1593 m², powierzchnia użytkowa 5500 m², powierzchnia całkowita 9527 m², kubatura 28 264 m³, liczba mieszkań 133, liczba miejsc postojowych 53
Delta Officea także Delta 44 lub Biurowiec Delta; przy ulicy gen. Jana Henryka Dąbrowskiego 44, pięć kondygnacji nadziemnych i jedna podziemna, funkcja biurowa i handlowo-usługowa, powierzchnia zabudowy 1113 m², powierzchnia biurowa2768 m², powierzchnia handlowo-usługowa1018 m², powierzchnia całkowita 5810 m².

## Ochrona i zabytki
Ulica przebiega na terenie Przedmieścia Oławskiego wpisanego jako obszar do rejestru zabytków dnia 20.06.2005 r. decyzją o wpisie nr 538/A/05. W ramach wskazanego obszaru ochronie podlega przede wszystkim układ przestrzenny kształtowany od XIII do XIX wieku.
Przy ulicy i w najbliższym sąsiedztwie znajdują się następujące zabytki ujęte w gminnej ewidencji zabytków (według stanu na kwiecień 2022 r.):
|  | Zobacz multimedia związane z tematem: Ul. gen. Jana Henryka Dąbrowskiego 3 |

|  | Zobacz multimedia związane z tematem: Ul. gen. Jana Henryka Dąbrowskiego 5 |

|  | Zobacz multimedia związane z tematem: Ul. gen. Jana Henryka Dąbrowskiego 7 |

|  | Zobacz multimedia związane z tematem: Ul. gen. Jana Henryka Dąbrowskiego 9 |

|  | Zobacz multimedia związane z tematem: Ul. gen. Jana Henryka Dąbrowskiego 11 |

|  | Zobacz multimedia związane z tematem: Ul. gen. Jana Henryka Dąbrowskiego 13 |

|  | Zobacz multimedia związane z tematem: Ul. gen. Jana Henryka Dąbrowskiego 15 |

|  | Zobacz multimedia związane z tematem: Ul. gen. Karola Kniaziewicza 14 |

|  | Zobacz multimedia związane z tematem: Ul. gen. Jana Henryka Dąbrowskiego 21 |

|  | Zobacz multimedia związane z tematem: Ul. Tadeusza Kościuszki 84 |

|  | Zobacz multimedia związane z tematem: Ul. gen. Jana Henryka Dąbrowskiego 14-16 |

Ponadto wojewódzka ewidencja zabytków wymienia budynek pod numerem 20, lecz w kwietniu 2022 r. budynek o takim numerze adresowym nie istniał i 30, w miejscu którego stoi nowy, współczesny budynek.

## Baza TERYT

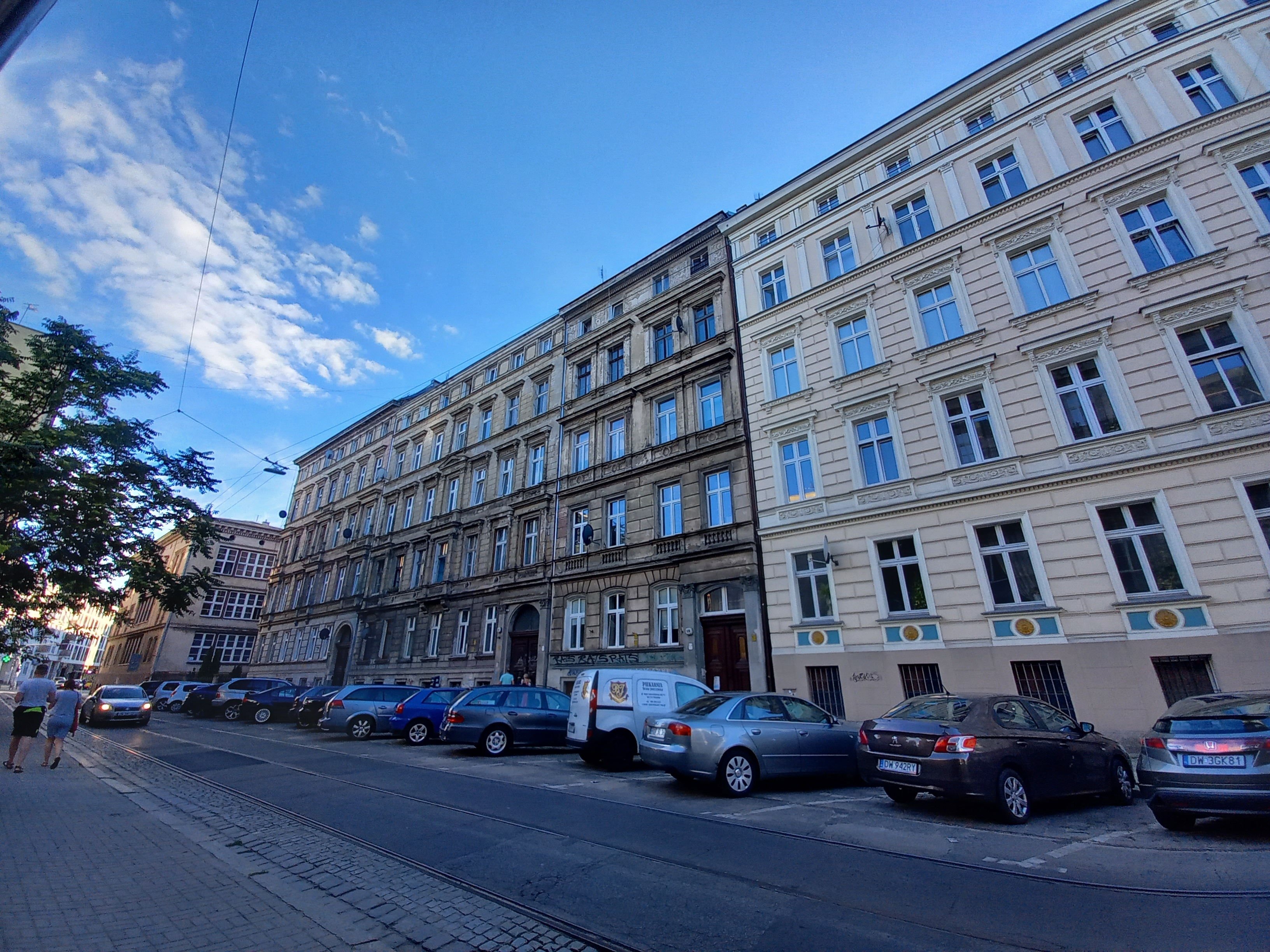
Nr 19-23 (pierzeja zachodnia)

Dane Głównego Urzędu Statystycznego z bazy TERYT, spis ulic (ULIC):
- województwo: DOLNOŚLĄSKIE (02)
- powiat: Wrocław (0264)
- gmina/dzielnica/delegatura: Wrocław (0264011) gmina miejska; Wrocław-Krzyki (0264039) delegatura
- Miejscowość podstawowa: Wrocław (0986283) miasto; Wrocław-Krzyki (0986544) delegatura
- kategoria/rodzaj: ulica
- Nazwa ulicy: ul. gen. Jana Henryka Dąbrowskiego (03674)[31][160].